# Erich von dem Bach-Zelewski

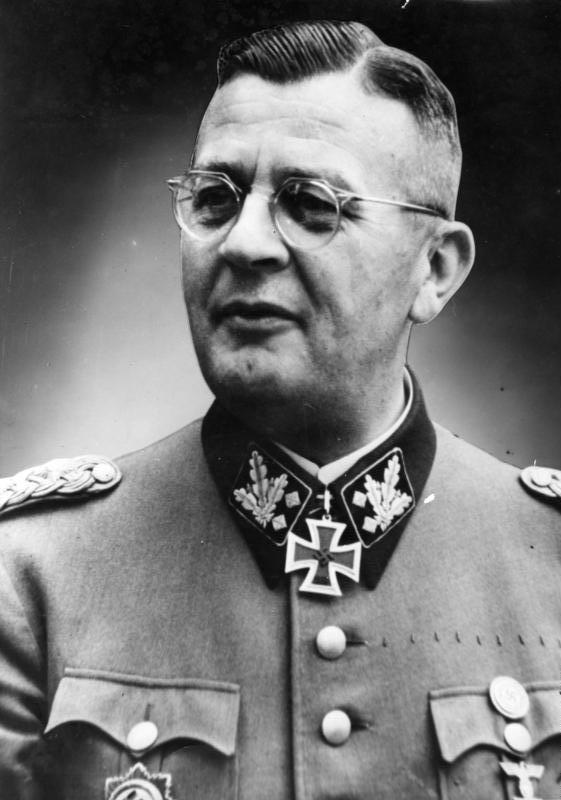
Erich von dem Bach-Zelewski, SS-Obergruppenführer und General der Polizei (1944)

Erich von dem Bach-Zelewski (* 1. März 1899 in Lauenburg in Pommern als Erich Julius Eberhard von Zelewski; ab 1925 von dem Bach-Zelewski; 1940 bis 1945 von dem Bach; † 8. März 1972 in München) war ein deutscher SS-Obergruppenführer, General der Waffen-SS und General der Polizei. Er war als Höherer SS- und Polizeiführer (HSSPF) Russland-Mitte am Holocaust und später als „Bevollmächtigter des Reichsführers SS für die Bandenbekämpfung“ maßgeblich an den Massenmordaktionen in der Sowjetunion beteiligt. Im August 1944 befehligte er die Niederschlagung des Warschauer Aufstandes. Wegen der Ermordung von Kommunisten im Jahr 1933 wurde er 1962 zu lebenslangem Zuchthaus verurteilt.

## Leben

### Frühe Jahre
Erich von Zelewski entstammte verarmtem kaschubischem Landadel aus der gleichnamigen Wappengemeinschaft mit Wurzeln in Seelau. Er war der Sohn des Versorgungsbeamten und Landwirts Otto Johannes von Zelewski (* 20. Mai 1859; † 17. April 1911 in Dortmund) und dessen Ehefrau Amalia Maria Eveline, geb. Schimanski (* 16. April 1862 in Thorn). Die Familie sprach ursprünglich daheim Kaschubisch sowie Polnisch und war über Generationen hinweg mit der katholischen Kirchengemeinde in Linde (heute pl. Linia) verbunden, obgleich Erich von Zelewski als Erwachsener der evangelischen Kirche beitrat. Da der Vater mehrere Geschwister auszahlen musste, konnte er das ererbte Rittergut nicht halten und wurde als Handlungsreisender tätig. Zelewski, der sechs Geschwister hatte, wuchs daher in ärmlichen Verhältnissen in Bialla in Ostpreußen auf, wo er zunächst die Volksschule besuchte. Als er zwölf Jahre alt war, starb sein Vater, woraufhin die Kinder mangels Erbe auf Pflegefamilien verteilt wurden. Erich wurde als Pflegesohn des Rittergutbesitzers von Schickfuß in Trebnig aufgenommen. Er war der Neffe von Emil von Zelewski, der als Kommandeur der Schutztruppe für Deutsch-Ostafrika 1891 im Kampf gegen die Hehe bei Iringa ums Leben kam.
Die Schulzeit Erich von Zelewskis verlief wechselhaft. Er besuchte verschiedene Gymnasien in Westpreußen, so in Neustadt, in Strasburg und in Konitz, bis er die Schule nach der Obersekunda verließ. Unklar bleibt, warum er keine Schule in der Nähe des Wohnortes seines Pflegevaters besuchte. Den Ausbruch des Ersten Weltkrieges erlebte er in den Sommerferien bei seiner Mutter in Bialla als traumatisches Ereignis. Obwohl er erst 15 Jahre alt war, gelang es ihm, sich im Dezember 1914 zur Armee zu melden. Zelewski erlangte einige Bekanntheit als damals jüngster Kriegsfreiwilliger im Heeresdienst. Er erlitt 1915 einen Schulterdurchschuss, 1918 wurde er ein zweites Mal bei einer Gasattacke verwundet. Für seine Einsätze erhielt er diverse Auszeichnungen, darunter das Eiserne Kreuz II. und I. Klasse. Bei Kriegsende 1918 war er zum Leutnant avanciert.
Nach 1918 schloss sich Zelewski zunächst Freikorps an, mit denen er während der Aufstände in Oberschlesien unter dem Kommando Karl Hoefers polnische Milizen bekämpfte. Anschließend wurde er in die Reichswehr übernommen, die dem Leutnant ein sicheres Einkommen für seine 1921 gegründete Familie sicherte.  Politisch betätigte sich von dem Bach beim Deutschvölkischen Schutz- und Trutzbund und ab 1924 beim Stahlhelm und bekannte sich offen zu seinem Hass sowohl auf den Versailler Vertrag als auch auf die Weimarer Republik. Als er sich jedoch der NSDAP annäherte, musste er 1924 wegen „nationalsozialistischer Umtriebe“ seinen Abschied nehmen. Danach schlug er sich zunächst mit Gelegenheitsarbeiten durch und betrieb anschließend ein erfolgreiches Taxiunternehmen in Berlin, bis er 1928 einen Bauernhof in Dührungshof im Landkreis Landsberg an der Warthe erwarb.
Bach-Zelewski heiratete am 21. September 1921 Ruth Apfeld (* 22. August 1901 in Neiße; † 13. September 1967 in Roth). Aus der Ehe gingen drei Söhne und drei Töchter hervor.

### Karriere als Nationalsozialist
Nach eigenen Angaben trat von dem Bach-Zelewski 1930 der NSDAP bei. Zum 15. Februar 1931 schloss er sich der SS an. Er war der erste Angehörige der SS in seinem Landkreis und baute dort in den folgenden Jahren nicht nur die allgemeine SS der Regierungsbezirke Frankfurt an der Oder und Schneidemühl auf, sondern auch eine SS-Grenzschutzformation. Innerhalb der SS-Hierarchie stieg er rasch auf. Im Dezember 1932 wurde ihm der SS-Abschnitt XII in Frankfurt an der Oder übertragen, ein Jahr später avancierte er zum SS-Brigadeführer. Zusätzlich kandidierte von dem Bach-Zelewski für den Reichstag. Bei den Wahlen vom Juli 1932 wurde er als Abgeordneter des Wahlkreises Breslau gewählt, bei den Wahlen vom November desselben Jahres verlor er sein Mandat aber wieder. Bei den Wahlen vom März 1933 wurde er erneut gewählt und gehörte von da an kontinuierlich dem nationalsozialistischen Reichstag an.
Nach der nationalsozialistischen Machtergreifung setzte er die Machtmittel, über die er als SS-Führer verfügte, rücksichtslos gegen Gegner des Regimes ein. Im März 1933 befahl er zum Beispiel, sämtliche Kommunisten des neumärkischen Woldenberg in Haft zu nehmen und zwei von ihnen zu erschießen – als Sühne für einen kurz zuvor umgekommenen SA-Mann. In Wahrheit war dieser aber einem Eifersuchtsverbrechen zum Opfer gefallen. Im Sommer 1933 ließ er zwei wegen Mordes verurteilte SS-Männer aus dem Gefängnis in Landsberg an der Warthe befreien und mit falschen Papieren untertauchen. Kommunistische Häftlinge, die Zeugen dieser Aktion gewesen waren, ließ er erschießen. Ebenfalls im Sommer 1933 befahl er seinen SS-Männern, zwei Brüder, die im Verdacht standen, 1931 am Mord an einem HJ-Jungen beteiligt gewesen zu sein, zu foltern und zu erschießen.
Im Februar 1934 wurde von dem Bach-Zelewski der SS-Oberabschnitt Nordost in Königsberg übertragen. Gleichzeitig wurde er Leiter der Staatspolizeistelle Königsberg. In diesen Funktionen beteiligte er sich an den Röhm-Morden. Zur Vorbereitung wurde er im Juni 1934 nach Berlin kommandiert, wo ihm der Reichsführer SS Heinrich Himmler mitteilte, die SA plane einen Putsch, mit dessen Niederschlagung Hitler die SS beauftragt habe. Ostpreußen sei besonders gefährdet, da Polen im Falle innerdeutscher Unruhen versuchen würde, es zu annektieren. Himmler befahl von dem Bach-Zelewski, auf ein Stichwort hin sämtliche SA-Dienststellen und von SA-Leuten geführte Behörden zu besetzen sowie Personen hinrichten oder nach Berlin überstellen zu lassen, deren Namen ihm noch zugehen würden. Als das Stichwort und die Namensliste am 30. Juni 1934 in Königsberg eintrafen, legte er seine Instruktionen sehr eigenmächtig aus: Er ließ zwar rund 100 SA-Führer verhaften, ließ sie aber nach einer Belehrung wieder frei. Nur zwei von ihnen wurden nach Berlin überstellt. Von dem Bach-Zelewski nutzte die Gelegenheit aber, um sich an Personen zu rächen, die mit dem angeblichen SA-Putsch nichts zu tun hatten. Den Gauleiter von Ostpreußen Erich Koch konnte er nicht verhaften lassen, da dieser rechtzeitig nach Berlin abgereist war. Seinen ehemaligen Mitarbeiter Anton von Hohberg und Buchwald, der durch eine Indiskretion einen Konflikt zwischen der SS und der Reichswehr ausgelöst hatte und daher als Verräter galt, ließ er ermorden, nachdem er in einem weiteren Fernschreiben aus der Gestapo-Zentrale in Berlin genannt worden war. Die Tat wurde am 2. Juli 1934 vom SS-Obersturmführer Carl Deinhard und von dem Bach-Zelewskis Chauffeur, SS-Scharführer Zummach, in Dulzen bei Preußisch-Eylau ausgeführt. Wegen seiner Verdienste bei der Niederschlagung der angeblichen SA-Verschwörung wurde von dem Bach-Zelewski am 11. Juli 1934 zum SS-Gruppenführer befördert.
Konflikte innerhalb der Polykratie des NS-Regimes führten dazu, dass von dem Bach-Zelewski seinen Posten in Königsberg verlor: So hatte er eigenmächtig einen Kreisparteirichter der NSDAP und einen Vizepräsidenten der Königsberger Handelskammer in Schutzhaft nehmen lassen. Gauleiter Koch beschwerte sich im August 1935 bei Himmler darüber vergeblich. Erst nachdem der Stellvertreter des Führers Rudolf Heß eingeschaltet worden war, kamen die beiden frei. Am 18. August 1935 sorgte von dem Bach-Zelewski für einen Eklat, als er während einer Rede von Reichswirtschaftsminister Hjalmar Schacht auf der Deutschen Ostmesse ostentativ den Saal verließ: Offenkundig gingen ihm dessen antisemitische und antikatholische Äußerungen nicht weit genug. Diesmal beschwerte sich Gauleiter Koch bei Hermann Göring, von dem Bach-Zelewski sei „nicht mehr tragbar“. Daraufhin wurde er im Februar 1936 nach Breslau versetzt, wo er den SS-Oberabschnitt Südost übernahm. Hier bewährte sich von dem Bach-Zelewski durch Fleiß und konfliktfreies Verhalten. Am 28. Juni 1938 wurde er zum Höheren SS- und Polizeiführer (HSSPF) im SS-Oberabschnitt Südost befördert.

### Zweiter Weltkrieg

#### KZ Auschwitz
Nach dem Überfall auf Polen wurde Ostoberschlesien vom Deutschen Reich annektiert und dem Gau Schlesien zugeschlagen. Als dortiger Kommissar für die Festigung deutschen Volkstums, wozu er am 7. November 1939 ernannt worden war, regte er im Frühjahr 1940 die Errichtung eines ersten Konzentrationslagers für 10.000 Häftlinge in Auschwitz an, das Opfer der so genannten AB-Aktion aufnehmen sollte. Die ersten polnischen Gefangenen wurden am 14. Juni 1940 in das Lager deportiert. Infolge der ersten erfolgreichen Flucht eines Häftlings am 6. Juli 1940 besuchte er das KZ Auschwitz. Er ordnete anschließend die Vertreibung der polnischen Bevölkerung in einem Umkreis von fünf Kilometern ums Lager an, was durch die Außenstelle Kattowitz der Umwandererzentralstelle vollzogen wurde. Ende Februar 1941 besichtigte Himmler das KZ auf dem Weg nach Breslau, wo er an der Geburtstagsfeier seines Protegés teilnahm.

#### Judenerschießungen

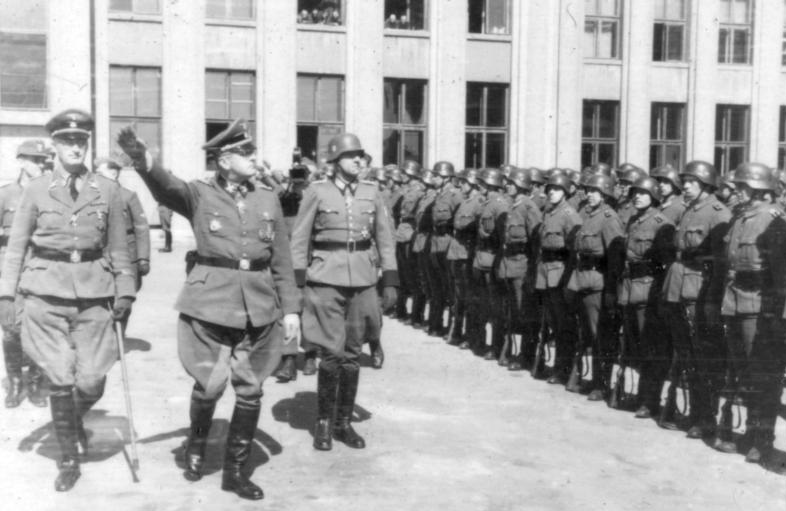
Von dem Bach bei Abnahme einer Parade der Ordnungspolizei auf dem Lenin-Platz in Minsk (ca. 1943), Aufnahme aus dem Bundesarchiv.

Am 10. April 1941 wurde von dem Bach bei einem weiteren Treffen mit Himmler zum Generalleutnant der Polizei und zum Höheren SS- und Polizeiführer Russland-Mitte ernannt. Sein Nachfolger in Breslau wurde Ernst-Heinrich Schmauser. Kurz vor dem Überfall auf die Sowjetunion erfuhr er bei einer SS-Führertagung auf der Wewelsburg, dass geplant sei, den Krieg als „Volkstumskampf von unerbittlicher Härte“ zu führen, in dem „durch die Kriegshandlungen und die Ernährungsschwierigkeiten 20 bis 30 Millionen Juden und Slawen umkommen werden“.
Nach Beginn des deutschen Überfalls trat von dem Bach seinen Posten im weißrussischen Mogilew an und organisierte die Tätigkeit von Polizei und SS im rückwärtigen Bereich der Heeresgruppe Mitte (Weißrussland, Ostpolen und Teilen der nördlichen Ukraine), darunter die systematischen Erschießungen von Juden durch Ordnungspolizei und Arthur Nebes Einsatzgruppe B. Bei einer Besprechung mit diesem, Kurt Daluege und Himmler, die am 8. Juli in Białystok stattfand, hatte von dem Bach noch den Standpunkt vertreten, die Ordnungspolizei könne nicht für Judenerschießungen herangezogen werden, doch hatte er sich nicht durchsetzen können. Bei dieser Gelegenheit, so erinnerte er sich später, habe Himmler erklärt, „daß grundsätzlich jeder Jude ein Partisan“ sei, was er als Auftrag zur Vernichtung der gesamten wehrfähigen jüdischen Bevölkerung verstanden habe. Von nun an bestand von dem Bachs Haupttätigkeit darin, dass er den Einsatzgruppen und Polizeibataillonen die Befehle zu den einzelnen Mordaktionen an den ansässigen Juden übermittelte, auf Radikalisierung drängte, die Durchführung überwachte und den Vollzug nach Berlin meldete.
Zunächst waren seine Mordbefehle noch eingeschränkt. Nach einem Treffen mit Himmler und Heydrich am 11. Juli 1941 in Grodno wies er das Polizeiregiment Mitte an, „alle als Plünderer überführten männlichen Juden im Alter von 17–45 Jahren zu erschießen“. Das war bereits eine Ausweitung des ursprünglichen Auftrags der Einsatzgruppen, die eigentlich den erwarteten „bolschewistischen Widerstand“ bekämpfen sollten. „Plünderer“ wurde nun zum Synonym für Juden. In den folgenden Wochen wurden die Mordaktionen aber immer weiter ausgedehnt: Am 12. Juli 1941 besichtigte von dem Bach das Stadion von Białystok, in das man die männlichen Juden der Stadt, die dem Massaker vom 27. Juni entkommen waren, ohne jede Verpflegung gesperrt hatte. Von dort wurden sie in ein nahegelegenes Waldgebiet gebracht und von Ordnungspolizisten erschossen. Von dem Bach rechtfertigte das Massaker in einer Ansprache. Am 17. Juli organisierte er die Erschießung von 1159 Menschen in Slonim. Am 15. August sah er gemeinsam mit Himmler in Minsk bei einer Massenerschießung von Juden durch die Einsatzgruppe B zu. Anschließend beschwerte er sich aber bei Himmler, mit solchen Aufgaben mache man aus den Polizisten, die die Morde ausführten, „entweder Nervenkranke oder Rohlinge“: „Solche Männer sind fertig für ihr ganzes Leben!“ Noch im August lud von dem Bach Herbert Lange nach Minsk ein: Er wollte sich die Gaswagen vorführen lassen, wie sie Lange bei der Ermordung von Insassen psychiatrischer Heilanstalten im Warthegau benutzte, doch kam der Besuch nicht zustande.
Am 31. Juli trafen sich von dem Bach und Standartenführer Hermann Fegelein, der Kommandeur der SS-Kavallerieregimenter 1 und 2, in Baranawitschy mit Himmler, der mit den Ergebnissen der Mordaktionen unzufrieden war und auf Ausweitung drängte. Das SS-Kavallerieregiment 2 wurde daraufhin per Funk angewiesen: „Ausdrücklicher Befehl des RF-SS. Sämtliche Juden müssen erschossen werden. Judenweiber sind in die Sümpfe zu treiben“. In der Folgezeit weiteten die von dem Bach unterstellten Männer ihre Mordaktionen immer weiter aus und gingen dazu über, nicht nur mögliche Partisanen und Plünderer, sondern ausnahmslos sämtliche Juden einschließlich Frauen und Kinder zu erschießen. Der amerikanische Historiker Christopher R. Browning sieht in dem Massaker von Mogilew am 2. und 3. Oktober 1941, das von dem Bach kommandierte, den „Wendepunkt zum Völkermord in Weißrussland“. Am 9. November 1941 wurde er zum SS-Obergruppenführer und General der Polizei befördert.
Noch vor dem deutschen Überfall auf die Sowjetunion hatte von dem Bach Kontakt mit General der Infanterie Max von Schenckendorff, dem Befehlshaber des Rückwärtigen Heeresgebietes, in dessen Bereich er tätig werden sollte. Diesem machte er klar, dass seine Leute und er durchaus nicht der Wehrmacht und damit Schenckendorffs Befehlsgewalt unterstellt sein würden. Die Beziehungen zu dem deutlich älteren Schenckendorff, den er seit 1939 kannte, gestalteten sich dennoch sehr harmonisch und persönlich: Von dem Bach schildert sie in seinem nach dem Krieg überarbeiteten Tagebuch als ein Vater-Sohn-Verhältnis. Er lud Schenckendorff regelmäßig zu Inspektionen seiner Bataillone ein, Besuche, die stets mit „Kameradschaftsabenden“ abgeschlossen wurden. Der Alkoholkonsum löste bei von dem Bach aber Nierenkoliken aus. Bei der Versorgung der landeseigenen Verbände von Hilfswilligen half von dem Bach Schenckendorff unbürokratisch, wenn auch nicht ganz selbstlos, indem er sie vorübergehend in die SS integrierte. Auch sonst nutzte er seine guten Beziehungen zu Schenckendorff, um den Einfluss der SS im rückwärtigen Heeresgebiet zu vergrößern, etwa bei der Schulung von Wehrmachtsangehörigen und was deren mögliche Proteste gegen die Massenerschießungen von Juden betraf: Am 3. August 1942 hatte Schenckendorff einen Befehl, der Terrormaßnahmen gegen die Zivilbevölkerung verbot, auf die von dem Bach unterstehenden Verbände ausdehnen wollen, was dieser abbog. Einen Konflikt zwischen Oberkommando des Heeres und Reichssicherheitshauptamt um unangekündigte Stationierungen von Gendarmerieoffizieren konnte er entschärfen, indem er diese im November 1941 kurzerhand sich selbst unterstellte. Schenckendorff war einverstanden.
Im Januar 1942 wurde er nach einer weiteren Kolik und einem Nervenzusammenbruch ins SS-Lazarett Hohenlychen gebracht, wo er vom Reichsarzt SS Ernst-Robert Grawitz am Darm operiert wurde. Obwohl Himmler auf seine rasche Genesung drängte, musste er bis Anfang Mai 1942 als Höherer SS- und Polizeiführer Russland-Mitte vertreten werden. Bei seiner Erkrankung spielten auch Probleme bei der psychischen Verarbeitung der von ihm befohlenen Massenmorde eine Rolle. Grawitz berichtete:

„Von dem Bach-Zelewski … schrie nachts auf und verhedderte sich in Halluzinationen, verfolgt von den Gespenstern eigener Schuld … im Zusammenhang mit den von ihm selbst geleiteten Judenerschießungen und anderen schweren Erlebnissen im Osten.“

Diese Schwäche selbst eines seiner besten Männer war nach Ansicht des Historikers Henning Köhler für Himmler ein Anlass, nach einer Tötungsmethode suchen zu lassen, die die Mörder weniger belasten würde. Man fand sie im Giftgas Zyklon B.
Nach dem Attentat auf Reinhard Heydrich, den stellvertretenden Reichsprotektor in Böhmen und Mähren, am 27. Mai 1942 in Prag, sollte zunächst von dem Bach mit der Führung der Geschäfte Heydrichs beauftragt werden: Wie Himmler Karl Hermann Frank einen Tag später mitteilte, hätte Hitler Bach gern auf diesem Posten gehabt, „weil er in ihm die Gewähr sehe, daß er noch schärfer und brutaler als Heydrich durchgreife und ohne jede Hemmung durch ein Meer von Blut wate.“ Statt seiner erhielt aber Daluege den Posten.

#### Partisanenbekämpfung

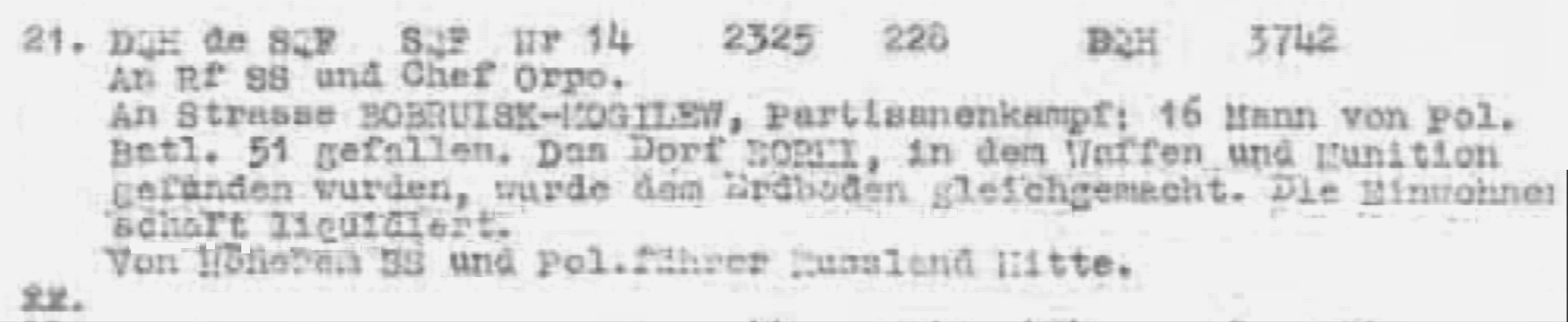
Meldung von dem Bachs 1942 an Reichsführer SS Himmler

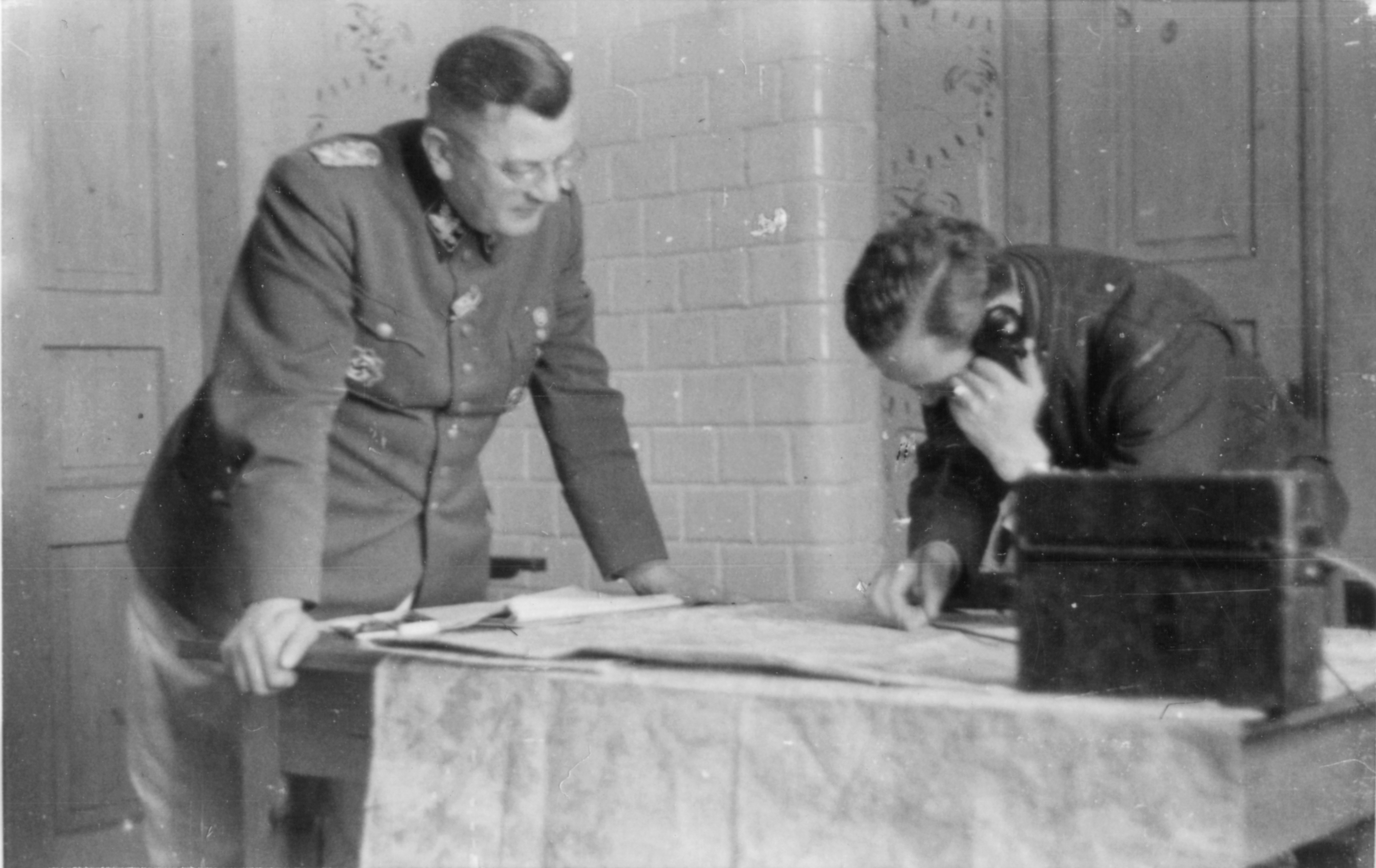
Erich von dem Bach während einer Lagebesprechung über Karten gebeugt. Aufnahme vom März 1944.

Nachdem Hitler in seiner „Weisung Nr. 46 für die Kriegführung“ vom 18. August 1942 die Bekämpfung des „Bandenunwesens“ zur vordringlichen Aufgabe erklärt und deren Durchführung Himmler übertragen hatte, ernannte dieser von dem Bach im Oktober 1942 zum „Bevollmächtigten des Reichsführers SS für die Bandenbekämpfung“. Dies entsprach seinem Wunsch, die Verantwortung für „die gesamte Partisanenbekämpfung“ übertragen zu bekommen. Bereits seit Frühjahr 1942 hatte er Aktionen durchgeführt, die zumeist in Repressionen gegen Bevölkerungsgruppen bestanden, die die Partisanen real oder vermeintlich unterstützten. Deutsche Verluste waren daher selten. Im September 1942 hatte von dem Bach in einem Brief an Himmler auf seine Erfahrungen verwiesen und um einen zentral verantwortlichen Posten im Bereich der Partisanenbekämpfung gebeten. Den erhielt er nun. Aufgrund der damit verbundenen Ausweitung seines Aufgabenbereichs wurde er in der Folge als HSSPF Russland-Mitte zunächst von Georg-Henning von Bassewitz-Behr und anschließend Gerret Korsemann (bis zu dessen Strafversetzung in die Waffen-SS) vertreten. Hitler war mit der Beauftragung von dem Bachs hoch zufrieden, dem er bereits Anfang der 1930er Jahre schwierigste Aufgaben habe zuweisen können: „Wenn in einem Ort der kommunistische Widerstand kaum zu brechen war, habe ich ihn dahingebracht, und er hat sie zusammengedroschen“.
Gleich nach seiner Ernennung zum „Bevollmächtigten für die Bandenbekämpfung“ beriet sich von dem Bach mit Schenckendorff. Am 26. Februar 1943 erließ er Richtlinien zur Partisanenbekämpfung, die in erster Linie auf diesbezügliche Anordnungen Schenckendorffs zurückgingen, wobei er im Schriftverkehr mit Berlin jedoch andeutete, dass Schenckendorff Probleme mit der Disziplin seiner Truppe hätte. Im Winter 1942/43 und im folgenden Frühjahr ließ von dem Bach die 1. SS-Brigade und das Polizeiregiment 14 die äußerst blutigen Unternehmen „Nürnberg“, „Hamburg“, „Altona“ und „Hornung“ gegen die weißrussische Zivilbevölkerung durchführen. Beim Unternehmen „Franz“ übernahm er im Januar 1943 sogar persönlich das Kommando, weil der zuständige SS-Gruppenführer Curt von Gottberg erkrankt war. Unterstützung bei seinen Aufgaben unterhielt von dem Bach unter anderem von SS-Brigadeführer Curt von Gottberg mit der berüchtigten „Kampfgruppe von Gottberg“. Auch eigene Truppen wurden ihm temporär unterstellt, sodass er innerhalb der SS eine Hausmacht bekam. Als Bevollmächtigter für die Bandenbekämpfung hatte er nun auch Befehlsgewalt in den Bereichen der anderen HSSPF, sodass sich etwa Hans-Adolf Prützmann im Juni 1943 bei Himmler beschwerte.
Am 21. Juni 1943 wurde er unter erneuter Erweiterung seiner Kompetenzen zum „Chef der Bandenkampfverbände“ ernannt, mit nomineller Zuständigkeit für alle „Bandenkampfgebiete“ in ganz Europa. Sein Hauptquartier hatte er nun in Hegewald bei Schytomyr, wo auch Himmler residierte. Von dem Bach unterstanden zu diesem Zweck Einsatzgruppen, NSKK- und Schuma-Einheiten sowie Heeres- und Luftwaffeneinheiten. Im Herbst 1943 kam die von Bronislaw Kaminski geführte Brigade russischer Kollaborateure hinzu. Diese Einheiten gingen mit beispielloser Härte gegen die Zivilbevölkerung vor, die vielfach als „Bandenverdächtige“ liquidiert wurde. Weitere Zivilisten, darunter Frauen und Kinder, wurden als Zwangsarbeiter dem Apparat Fritz Sauckels übergeben. Ein übliches Vorgehen war, „banditenverseuchte“ Gebiete einzukesseln, die Dörfer in Listen zu erfassen, die als „bandenhörig“ galten oder mit der Zwangsablieferung landwirtschaftlicher Güter im Rückstand waren. Dann folgte die Durchkämmung: Die Häuser wurden zerstört und die Einwohner zum großen Teil ermordet, es sei denn, sie wurden als Zwangsarbeiter versklavt. Diese Methode nannte von dem Bach „Ausrottung durch Einkesselung“. Im Gebiet von Polozk wurden bei einer solchen „Partisanenbekämpfungsaktion“ im April und Mai 1944 insgesamt 7.011 Menschen ermordet, 6.928 Gefangene gemacht sowie 11.233 Menschen als Arbeitskräfte nach Deutschland deportiert.
Trotzdem gelang es den sowjetischen Partisanen, ab 1943 große Teile des Besatzungsgebietes unter ihre Kontrolle zu bekommen. Gleichwohl war Himmler der Ansicht, von dem Bach habe sich in der Partisanenbekämpfung „sehr gut bewährt“. Anfang Juli 1944 wurde er zum General der Waffen-SS ernannt. Die Frage, ob die Partisanenbekämpfung Aufgabe der Wehrmacht, der Einsatzgruppen oder von SS und Ordnungspolizei wäre, blieb umstritten. Von dem Bach strebte danach, den Einfluss der SS im Operationsgebiet zu maximieren, die Wehrmacht wollte aber Kommandogewalt nicht aufgeben. Ein mit General Erich Friderici im September 1943 geschlossener Kompromiss bezüglich des Reichskommissariats Ukraine war nicht von langer Dauer. In der Praxis erlangten die HSSPF zunehmend die Alleinzuständigkeit in der Partisanenbekämpfung und wurden darin auch von der Zivilverwaltung des besetzten Gebietes unterstützt.

#### Niederschlagung des Warschauer Aufstands

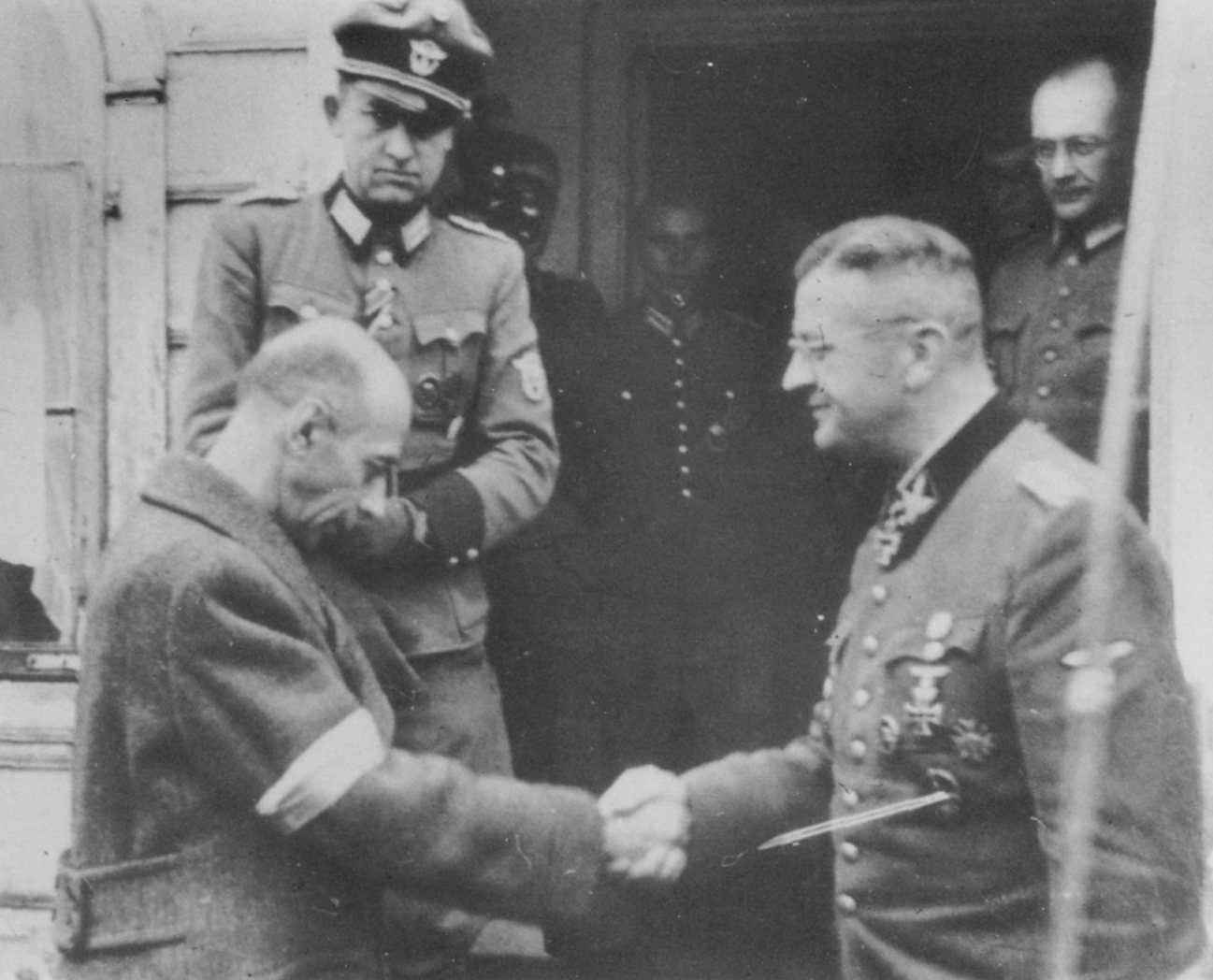
Erich von dem Bach nimmt die Kapitulation des Kommandanten der Polnischen Heimatarmee, Tadeusz Bór-Komorowski, entgegen, 4. Oktober 1944.

Am 5. August 1944 beauftragte ihn Hitler mit der Niederschlagung des Warschauer Aufstandes. Dabei wurden in 64 Tagen über 170.000 polnische Zivilisten getötet, Massenhinrichtungen ohne Verfahren und systematische Vergewaltigungen waren an der Tagesordnung. Von dem Bach ließ Bronislaw Kaminski, den Kommandeur einer Brigade russischer Kollaborateure, die für diese Verbrechen verantwortlich war, hinrichten, weil er auf eigene Rechnung hatte plündern lassen. Mitte August stoppte von dem Bach die systematische Ermordung der Warschauer Bevölkerung und sondierte bei der Heimatarmee, ob man nicht stattdessen gemeinsam gegen die Rote Armee kämpfen wolle, die auf dem anderen Ufer der Weichsel in Warteposition stand. Ende September willigte er ein, die Heimatarmee als Gegner gemäß dem Kriegsvölkerrecht zu behandeln: Nach ihrer Kapitulation sollten ihre Angehörigen als Kriegsgefangene behandelt werden. Die Zusammenarbeit von Wehrmacht und Heimatarmee, die von dem Bach erhofft hatte, kam nicht zustande. Bereits am 30. September 1944 war ihm für seine Verdienste bei der Bekämpfung des Aufstands das Ritterkreuz verliehen worden. Am 1. Oktober 1944 wurde von dem Bach im Zusammenhang mit der „Niederwerfung des Aufstandes“ in einer ergänzenden Meldung des Wehrmachtberichts erwähnt.

#### Tätigkeit in Budapest und Endphase des Zweiten Weltkrieges
Im Oktober 1944 wurde von dem Bach von Hitler nach Budapest gesandt, um die Waffenstillstandsverhandlungen der ungarischen Regierung mit der Sowjetunion und damit einen Frontwechsel des Landes zu verhindern. Nach dem Sturz des Reichsverwesers Miklós Horthy infolge des Unternehmens Panzerfaust übernahm eine Pfeilkreuzler-Regierung unter Ferenc Szálasi die Macht. In einem Telegramm an den Reichsaußenminister Ribbentrop vom 18. Oktober 1944 berichtet Edmund Veesenmayer aus Budapest von einem Treffen zwischen dem „hierher entsandten SS-Obergruppenführer und General der Polizei von dem Bach“, dem „Botschafter Rahn“ und ihm selbst am 17. Oktober 1944. Rahn habe „zum Ausdruck gebracht, dass er zum ersten Mal ein so ideales Zusammenspiel von politischer, militärischer und polizeilicher Seite erlebt hat. Aus diesem Grunde sei es dann auch möglich gewesen die Operation [gemeint: Unternehmen Panzerfaust] reibungslos und fast ohne Blutvergießen durchzuführen.“ Vor allem wirkte er an der Vernichtung der dort lebenden Juden mit (siehe Jüdische Ungarn während der deutschen Besatzung).
Im Herbst 1944 stellte er im Raum Baden-Baden das XIV. SS-Armeekorps und später in Pommern das X. SS-Armeekorps auf. Anschließend kommandierte er ab dem 17. Februar 1945 das Oder-Korps der Heeresgruppe Weichsel.

### Nach 1945
Nach der Kapitulation der Wehrmacht wurde von dem Bach festgenommen und im Kriegsverbrechergefängnis Landsberg interniert. In den Nürnberger Prozessen stellte er sich dem internationalen Militärgericht als Kronzeuge der Anklage zur Verfügung, womit er seine Auslieferung an die Sowjetunion vermied. Im Prozess erklärte er, alle Verantwortlichen für die besetzten Ostgebiete – Hitler, Himmler, Göring, Frank, Rosenberg – hätten größte Schuld für die Verbrechen auf sich geladen, er selbst jedoch nicht. Mit diesen und weiteren Aussagen, wie z. B., Himmler habe schon vor dem Krieg gegen die UdSSR SS-Gruppenführern mitgeteilt, „daß der Zweck des Rußlandfeldzuges die Dezimierung der slawischen Bevölkerung um dreißig Millionen Menschen sein sollte“, widerlegte er die Verteidigungsstrategie der Generäle, die Wehrmacht sei im Russlandkrieg nicht an Verbrechen beteiligt gewesen; er selbst habe als Freund der Juden versucht, diesen Kampf zu vermenschlichen. Alfred Jodl und Wilhelm Keitel verlangten von ihren Anwälten, von dem Bach-Zelewski ins Kreuzverhör zu nehmen: Er sei keineswegs unschuldig, vielmehr habe ihn Hitler ihnen gegenüber als „Vorbild eines Partisanenbekämpfers hingestellt“. Göring war über von dem Bach-Zelewskis Beschuldigungen sowie Selbstrechtfertigungen äußerst erbost und beschimpfte ihn als „Schweinehund“.
Der Historiker Christian Gerlach sieht von dem Bach-Zelewskis Aussage in Nürnberg auch als Entlastungsversuch, da er sich auf einen höheren Befehl berufen habe. In der Sache werde sie durch weitere unabhängig von ihm erfolgte Aussagen gestützt, so etwa durch eine schon kurz vorher im Januar 1946 in Riga gemachte Aussage des HSSPF-Ostland Friedrich Jeckeln. Dass ihm selbst aber als der für das territoriale Aufgabengebiet Russland-Mitte vorgesehene Verantwortliche mit Sitz in Moskau ein Großteil dieser Vernichtungsaktion zufiel, habe er in Nürnberg ausgeblendet.
Um sich als Polenfreund darzustellen, hatte von dem Bach-Zelewski seinen polnischen Namensteil wieder angenommen. Weil auch der ehemalige Oberbefehlshaber der Polnischen Heimatarmee, Tadeusz Komorowski, ein entlastendes Zeugnis über ihn abgab, wurde von dem Bach-Zelewski nicht angeklagt. Später gab er an, er sei es gewesen, der Göring die Giftkapsel zugesteckt habe, mit der sich dieser in Nürnberg selbst tötete, um der Hinrichtung zu entgehen.
In alliierter Internierung verfasste von dem Bach-Zelewski für den amerikanischen Geheimdienst einen Bericht zum Partisanenkampf in der Sowjetunion. 1947 wurde er als Untersuchungshäftling von den Amerikanern nach Warschau überstellt, wo er im Prozess gegen Ludwig Fischer, den früheren Gouverneur des Distrikts Warschau im Generalgouvernement Polen, als Zeuge aussagte. Anschließend wurde er nach Westdeutschland zurückgebracht. Im Sommer 1950 wurde er freigelassen und arbeitete als Handelsvertreter für Haushaltsartikel.
Im März 1951 wurde von dem Bach-Zelewski im Rahmen der Entnazifizierung von der Münchner Hauptspruchkammer als Hauptschuldiger eingestuft und zu zehn Jahren Arbeitslager sowie Vermögensentzug verurteilt. Eine Berufungskammer rechnete ihm im Dezember 1951 die fünf Jahre, die er seit 1945 in Untersuchungshaft verbracht hatte, an. Anschließend stand er nur unter Hausarrest, den er in seiner Wohnung im fränkischen Laffenau (heute ein Ortsteil von Heideck) verbrachte. Ab 1954 lebte er in Eckersmühlen bei Roth und arbeitete in Nürnberg als Nachtwächter für 400 DM monatlich, was etwas über dem damaligen Durchschnittsentgelt lag.
Im Dezember 1958 wurde er erneut verhaftet und wegen des Mordbefehls gegen Anton von Hohberg und Buchwald angeklagt, den er 1934 erteilt hatte. Im Prozess, der im Januar 1961 vor dem Landgericht Nürnberg-Fürth begann, wurde er im Februar 1961 wegen Totschlags zu vier Jahren und sechs Monaten Gefängnisstrafe verurteilt. Im November 1961 erhielt er aufgrund eines fahrlässigen Falscheids im Verfahren gegen den ehemaligen SS-Obergruppenführer und General der Polizei Udo von Woyrsch eine sechsmonatige Gefängnisstrafe und wurde daher durch das Landgericht Nürnberg-Fürth zu einer Gesamtstrafe von vier Jahren und zehn Monaten verurteilt. Am 3. August 1962 wurde er in einem weiteren Prozess wegen der Morde an fünf Kommunisten und des versuchten Mordes in einem weiteren Fall im Frühjahr und Sommer 1933 zu lebenslangem Zuchthaus verurteilt. Für seine Beteiligung am Holocaust und der „Bandenbekämpfung“ in der Sowjetunion wurde er nie zur Rechenschaft gezogen. In den Urteilen finden sich allerdings Hinweise zu seinen Taten in der Sowjetunion. Die Staatsanwaltschaft am Landgericht Nürnberg-Fürth ermittelte deswegen zwar ab 1951, das Verfahren wurde jedoch im Dezember 1954 eingestellt und von dem Bach-Zelewski außer Verfolgung gesetzt. Ein Tatverdacht für seine Teilnahme an den Ermordungen von Juden und Russen lag zwar vor, doch wegen fehlender Beweismittel kam es zu keinem Hauptverfahren. Von dem Bach-Zelewski machte 1961 als Zeuge der Verteidigung eine Aussage beim Eichmann-Prozess.
Anfang März 1972 erhielt er schwerstkrank Haftverschonung; am 8. März 1972 – kurz nach seinem 73. Geburtstag – starb er im Haftkrankenhaus München-Harlaching. In Polen wurde kritisiert, dass Bach-Zelewski nur wegen des Mordes an einem anderen SS-Mann von der bundesrepublikanischen Justiz verurteilt worden sei und nicht wegen Verbrechen gegen „viele Tausend“ Polen und Russen, an denen er beteiligt war.
Bach-Zelewskis von 1941 bis 1945 geführtes Diensttagebuch befindet sich im Bundesarchiv in Berlin.